# Bujlud
Il Bujlud (in arabo بوجلود o بيلماون‎?, in berbero: Bilmawen) è una celebrazione folcloristica 
berbera che si tiene il giorno seguente Id al-adha in alcune regioni del Marocco.

## Etimologia
L'espressione Bujlud deriva dall'arabo abu (in arabo أبو‎?, possessore) e jlood  (in arabo جلود‎?, plurale di jild in arabo جلد‎?, pelle).
Il nome berbero è Bilmawen.

## Descrizione
La celebrazione si tiene il giorno seguente Id al-adha. I giovani per l'occasione realizzano e indossano maschere e costumi composti con le pelli delle pecore o delle capre sacrificate. I giovani si cimentano così in danze con i costumi, tenendo in mano gli arti degli animali sacrificati, che usano per colpire le persone in cui si imbattono.